# فگیور

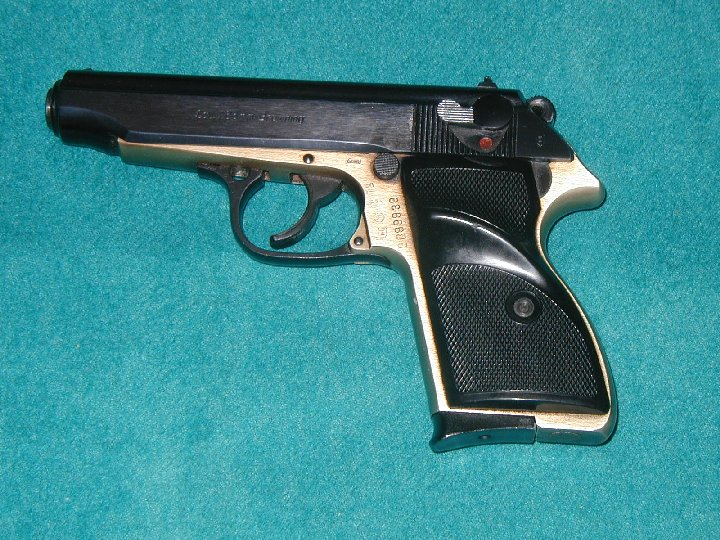
FEG PA-63.

فگیور (انگلیسی: Fegyver) شرکت مهندسی مجارستانی است، که در سال ۱۸۹۱ تأسیس شد.